# Riverton (Wyoming)
Riverton es una ciudad ubicada en el condado de Fremont, aproximadamente en el centro del estado de Wyoming, Estados Unidos. En el año 2010 tenía una población de 10 615 habitantes y una densidad poblacional de 420 personas por km². Se encuentra ubicada a la orilla del río Bighorn que es un afluente del río Yellowstone, a su vez afluente del Misuri.

## Geografía

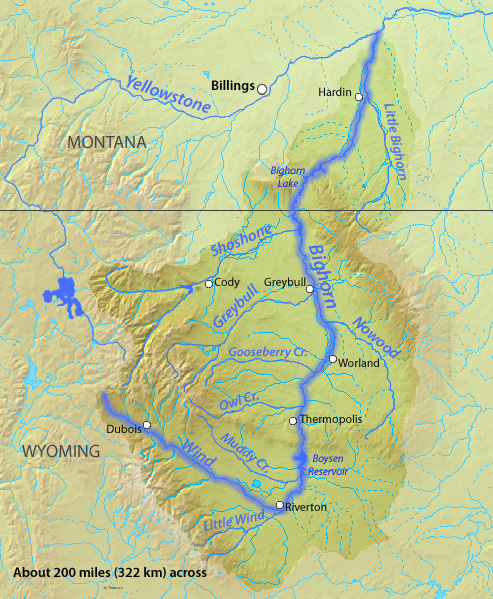
Ubicación de Riverton en un mapa de la cuenca del río Bighorn

Riverton se encuentra ubicada en las coordenadas 43°1′33.99″N 108°22′54.7″O / 43.0261083, -108.381861. Según la Oficina del Censo, la localidad tiene un área total de 25,3 km² (9,8 mi²), de la cual 25,3 km² (9,8 mi²) es tierra y 0 km² (0 mi²) (0.0%) es agua.

### Localidades adyacentes
El siguiente diagrama muestra a las localidades en un radio de 68 kilómetros (42,3 mi) de Riverton.

## Demografía
En el 2000 la renta per cápita promedia del hogar era de $31.531, y el ingreso promedio para una familia era de $37.079. El ingreso per cápita para la localidad era de $16.720. En 2000 los hombres tenían un ingreso per cápita de $31.685 contra $19.157 para las mujeres. Alrededor del 15.70% de la población estaba bajo el umbral de pobreza nacional.
| 1910 | 1920  | 1930  | 1940  | 1950  | 1960  | 1970  | 1980  | 1990  | 2000  | 2009   | 2010   |
| ---- | ----- | ----- | ----- | ----- | ----- | ----- | ----- | ----- | ----- | ------ | ------ |
| 483  | 2.023 | 1.608 | 2.540 | 4.142 | 6.845 | 7.995 | 9.562 | 9.202 | 9.310 | 10.249 | 10.615 |